# Флемінг-Айленд (Флорида)
Флемінг-Айленд (англ. Fleming Island) — переписна місцевість (CDP) в США, в окрузі Клей штату Флорида. Населення — 29 142 особи (2020).

## Географія
Флемінг-Айленд розташований за координатами 30°5′57″ пн. ш. 81°42′45″ зх. д. / 30.09917° пн. ш. 81.71250° зх. д. (30.099116, -81.712394).  За даними Бюро перепису населення США в 2010 році переписна місцевість мала площу 59,89 км², з яких 40,99 км² — суходіл та 18,90 км² — водойми.

## Демографія
Згідно з переписом 2010 року, у переписній місцевості мешкало 27 126 осіб у 9821 домогосподарстві у складі 7770 родин. Густота населення становила 453 особи/км².  Було 10440 помешкань (174/км²).
Расовий склад населення:
| - 86,2 % — білих - 5,2 % — чорних або афроамериканців - 4,1 % — азіатів - 0,3 % — корінних американців - 0,1 % — вихідців з тихоокеанських островів - 1,4 % — осіб інших рас |

До двох чи більше рас належало 2,7 %. Частка іспаномовних становила 6,4 % від усіх жителів.
За віковим діапазоном населення розподілялося таким чином: 27,3 % — особи молодші 18 років, 61,4 % — особи у віці 18—64 років, 11,3 % — особи у віці 65 років та старші. Медіана віку мешканця становила 40,4 року. На 100 осіб жіночої статі у переписній місцевості припадало 96,1 чоловіків;  на 100 жінок у віці від 18 років та старших — 92,4 чоловіків також старших 18 років.
Середній дохід на одне домашнє господарство  становив 98 865 доларів США (медіана — 87 780), а середній дохід на одну сім'ю — 110 867 доларів (медіана — 97 587). Медіана доходів становила 71 103 долари для чоловіків та 46 062 долари для жінок. За межею бідності перебувало 5,1 % осіб, у тому числі 1,5 % дітей у віці до 18 років та 3,7 % осіб у віці 65 років та старших.
Цивільне працевлаштоване населення становило 13 483 особи. Основні галузі зайнятості: освіта, охорона здоров'я та соціальна допомога — 26,5 %, фінанси, страхування та нерухомість — 11,7 %, роздрібна торгівля — 11,0 %.